# Lockheed L-18 Lodestar
Dimensions
Le Lockheed L-18 Lodestar est un avion de ligne conçu et développé à la fin des années 1930 par la Lockheed Aircraft Corporation. Au cours de la Seconde Guerre mondiale, il est également utilisé comme avion de transport militaire par le United States Army Air Corps (USAAC). Au total, il est produit à 625 exemplaires. Le Learstar est l'adaptation du Lodestar en avion de transport d'affaires, une modification développée par Ed Swearingen pour Lear Inc en 1954.

## Histoire opérationnelle
Le prototype du Lockheed 18, qui vola pour la première fois en 1939, fut construit à partir d'un lot de  Lockheed L-14 Super Electra qui avaient été retournés chez le constructeur par Northwest Airlines après une série d'accidents. Le fuselage fut allongé d'1,50 m, ce qui permit l'ajout de deux rangées de sièges supplémentaires, ce qui devait rendre l'appareil plus économique à opérer. Néanmoins, à cette époque, la plupart des compagnies étaient déjà engagées dans l'achat de Douglas DC-3 et Lockheed eut beaucoup de difficultés à vendre sa machine sur le territoire national.
Les ventes outre-Atlantique furent un peu meilleures, avec 29 achats pour le gouvernement néerlandais des Indes orientales, la South African Airways (21), Trans-Canada Air Lines (12) et BOAC (9) qui furent les plus grosses compagnies à utiliser le Lodestar. Plusieurs configurations de moteurs Pratt & Whitney et Wright Cyclone furent installées.
Lorsque les États-Unis entreprirent le développement d'une force aérienne en 1940-41, les machines opérées dans le pays ainsi que celles en cours de construction furent réquisitionnées pour servir dans les deux forces nationales, l'US Army et l'US Navy, sous des désignations variables. Des avions acquis sous contrat bail furent également utilisés comme avions de transport par la RNZAF.
Après la guerre, les Lodestar retournèrent au service civil, principalement comme avions d'affaires.

## Variantes

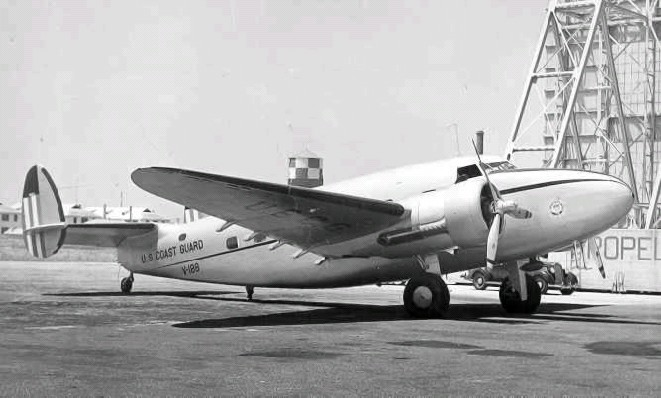
Un Lockheed R5O-1 Lodestar de la Garde côtière américaine (série V-188), livré le 14 mai 1940 et utilisé comme avion de transport d'affaires.

### Lodestar de l'US Army
C-56 : Propulsé par deux moteurs Wright R-1820 de 760 ch, un avion de ce type fut seulement construit.
C-56A / C-56B / C-56C / C-56D / C-56E : Propulsés par des Pratt & Whitney R-1690. Un total de 25 avions de ces types fut construit.
C-57A : Moteurs Pratt & Whitney R-1830, une seule machine construite.
C-57B : Transport de troupes à moteurs Pratt & Whitney R-1830. Sept machines construites.
C-57C : Un C-60A re-motorisé avec des Pratt & Whitney R-1830-51. Trois machines construites.
C-57D : Un C-57A re-motorisé avec des Pratt & Whitney R-1830-92. Un seul avion construit.
C-59 : Propulsé par des moteurs Pratt & Whitney R-1690 Hornet, dix de ces machines virent le jour. Elles furent transférées à la RAF sous la désignation « Lodestar IA ».
C-60 : Moteurs Wright R-1820-87 dont 36 exemplaires furent construits. Furent transférés à la RAF en tant que Lodestar II.
C-60A : Moteurs Pratt & Whitney R-1830 Twin Wasp. Commandée par l'Armée comme transport de troupes, cette version fut construite à 125 exemplaires.
XC-60B : C-60A : avion expérimental construit pour tester différents systèmes de dégivrage ? Un seul avion construit.
C-60C : Cette version qui devait proposer 21 sièges pour le transport de troupes ne fut jamais construite.
C-66 : Propulsé par des moteurs Wright R-1820-87. Cette unique machine fut transférée à la force aérienne brésilienne.

### Lodestar de l'US Navy
XR5O-1 : Cette unique machine était propulsée par des moteurs Wright R-1820-40 de 1 200 ch.
R5O-1 : Moteurs Wright R-1820-97 de 1 200 ch. Trois avions construits, dont un qui fut transféré aux Coast Guard américains.
R5O-2 : Moteurs Pratt & Whitney R-1690-25 de 850 ch. Un seul avion construit.
R5O-3 : Construits à l'origine comme luxueux avions de transport, ces deux avions étaient propulsés par des moteurs Pratt & Whitney R-1830-34A de 1 200 ch.
R5O-4 : Transport de personnel offrant sept places. Douze de ces avions à moteurs Wright R-1820-40 de 1 200 ch furent construits.
R5O-5 : Version à 14 sièges du R5O-4 à moteurs Wright R-1820-40 dont 14 machines furent construites.
R5O-6 : Équipées pour accueillir 18 parachutistes, ces 35 machines livrées à l'USAAF étaient à l'origine des C-60A-5-LO qui furent finalement transférées à l'United States Marine Corps.

## Opérateurs militaires
Royal Australian Air Force, force aérienne brésilienne, Royal Canadian Air Force, aviation militaire de l'armée royale des Indes néerlandaises, Royal New Zealand Air Force, South African Air Force, Royal Air Force, US Army Air Corps, US Navy, US Marine Corps, United States Coast Guard.

## Opérateurs civils
Trans-Canada Air Lines (12), Union Airways of New Zealand (1945-1947), National Airways Corporation (post 1947), South African Airways (21), BOAC (9), Aero Portuguesa, DETA Mozambique Airlines.

## Projet de restauration
Une équipe québécoise de passionnés d’aviation a entrepris la restauration du Lockheed L-18 Lodestar 18-2177, immatriculé CF-CPA au Canada, qui s’est écrasé dans la toundra québécoise en 1960 à la suite d’un atterrissage d’urgence. Redécouvert en 2004, cet appareil emblématique fait l’objet d’un projet visant à le ramener à son état d’origine et à préserver son héritage historique.